# Stephen Russell Mallory
Stephen Russell Mallory senior (Trinidad, 1813 – Pensacola, 9 novembre 1873) è stato un politico statunitense.
Padre di Stephen Russell Mallory junior (1848-1907), fu senatore della Florida.
Nato a Trinidad, Indie Occidentali, circa nel 1813; immigrato negli Stati Uniti con i suoi genitori, che si stanziarono a Key West, Florida, nel 1820; frequentò la scuola a Mobile Bay e Nazareth, Pennsylvania.
Nominato dal Presidente Andrew Jackson Ispettore delle Dogane a Key West nel 1833; studiò legge; ammesso all'Ordine degli Avvocati nel 1840 praticò a Key West; Giudice della Contea di Monroe 1837 - 1845; nominato esattore del porto di Key West nel 1845; prestò servizio nella Guerra Seminole.
Eletto con il Partito Democratico al Senato degli Stati Uniti nel 1851; rieletto nel 1857, prestò servizio dal 4 marzo 1851 fino alle sue dimissioni il 21 gennaio 1861, alla secessione della Florida; Presidente del Comitato sulla Stampa (trentatreesimo Congresso), del Comitato sugli Affari Navali (dal trentaquattresimo al trentaseiesimo Congresso).
Segretario della Marina della Stati Confederati d'America; imprigionato alla fine della guerra di secessione 1865 - 1866; si trasferì prima a LaGrange, capoluogo della Contea di Troup in Georgia, poi a Pensacola, Florida, dove fu impegnato nella pratica legale.
Morì a Pensacola, Florida, il 9 novembre 1873; è sepolto nel cimitero di St. Michael a Pensacola.